# Министерство международных дел Канады
Министерство иностранных дел и международной торговли Канады несет ответственность за внешнюю политику и дипломатию, а также импорт-экспорт и международную торговую политику.
1 июня 1909 министерство было создано как Министерство внешних дел, а затем получило название Министерства внешних дел и международной торговли. Доминионы Содружества, такие как Канада, преднамеренно избегали слова «иностранный» (foreign), так как в то время внешняя политика Канады по-прежнему контролировалась Великобританией. Название министерства было изменено на Министерство иностранных дел и международной торговли только в 1993 году, через 60 лет после того, как Канада получила контроль над своей внешней политикой. Его сфера деятельности по-прежнему включает отношения со странами Содружества, хотя они не считают друг друга «иностранными». Изменение названия было оформлено актом парламента в 1995 году.
МИДМТ возглавляют сразу три министра: министр иностранных дел, министр международной торговли и министр по международному сотрудничеству.

## Штатная структура
- Министр иностранных дел
- Министр международной торговли
- Министр по международному сотрудничеству
  - Государственный министр по иностранным делам
  - Заместитель министра иностранных дел
  - Заместитель министра международной торговли
    - Помощник заместителя министра иностранных дел по:
      - Северной Америке
      - Латинской Америке и Карибскому бассейну
      - Европе Ближнему Востоку
      - Азии и Африке
      - стратегическому планированию и политике
        - Начальник Консульского отдела
        - Начальник Отдела глобальных проблем
        - Начальник Отдела по международной безопасности
        - Начальник Отдела по развитию международного бизнеса, инвестиций и инноваций
        - Начальник Отдела по торговой политике и переговорам
          - Советник по правовым вопросам
          - Отдел кадров
          - Финансовый отдел